# Thomas Armstrong (Offizier)

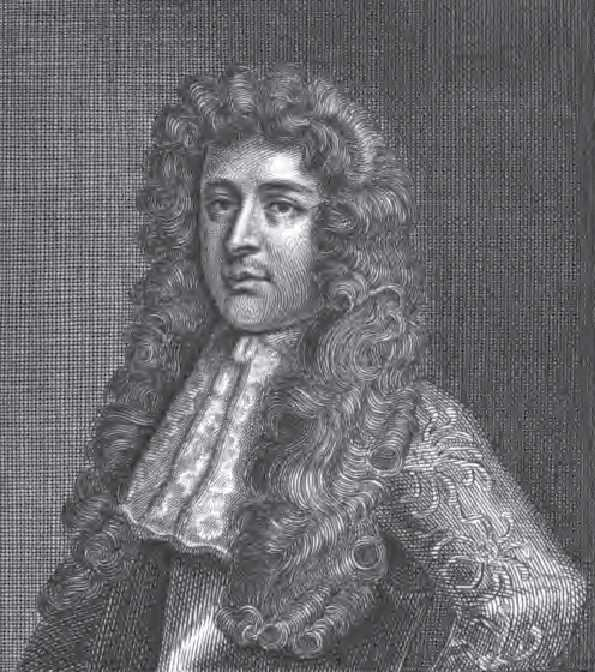
Sir Thomas Armstrong

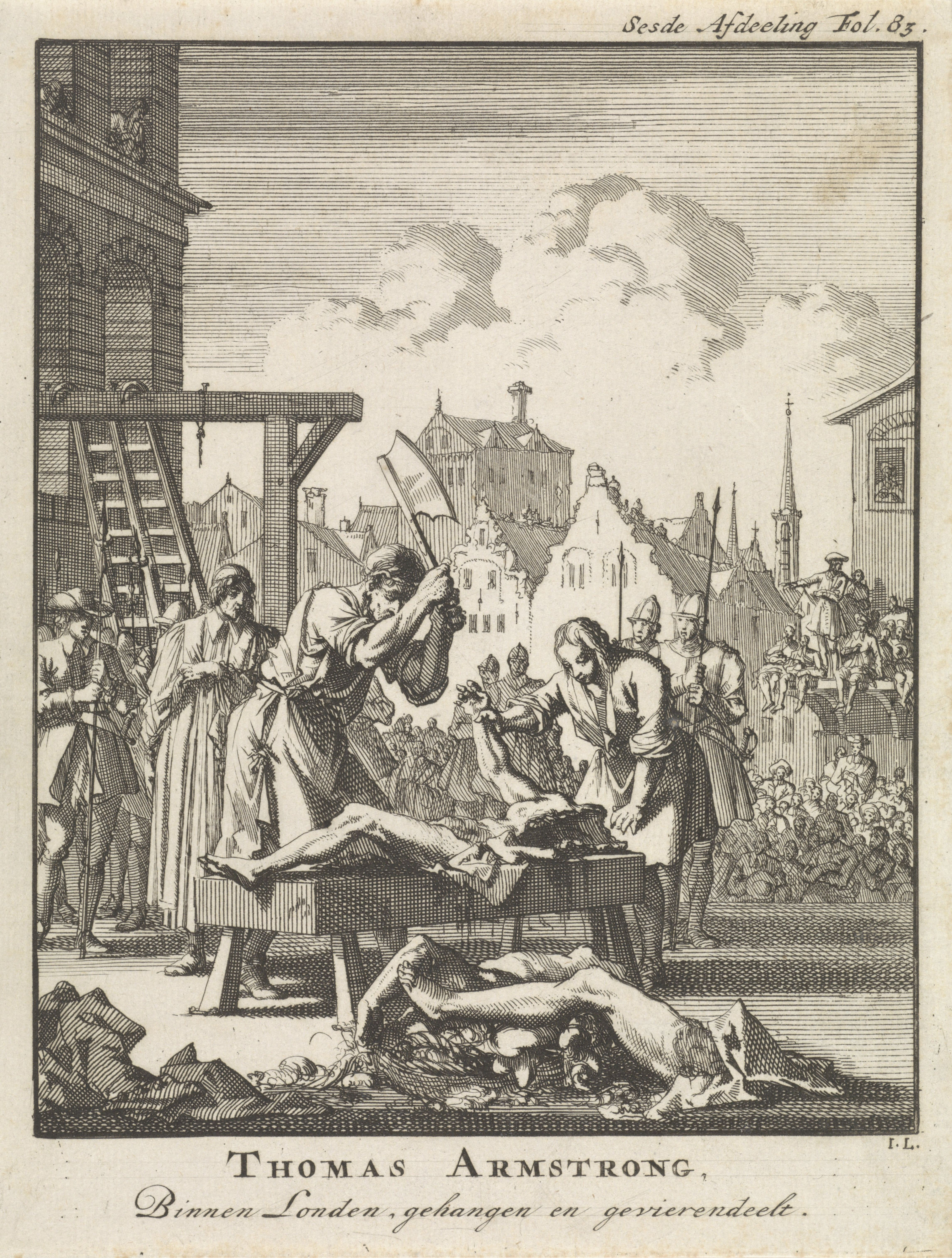
Exekution Thomas Armstrongs im Jahre 1684

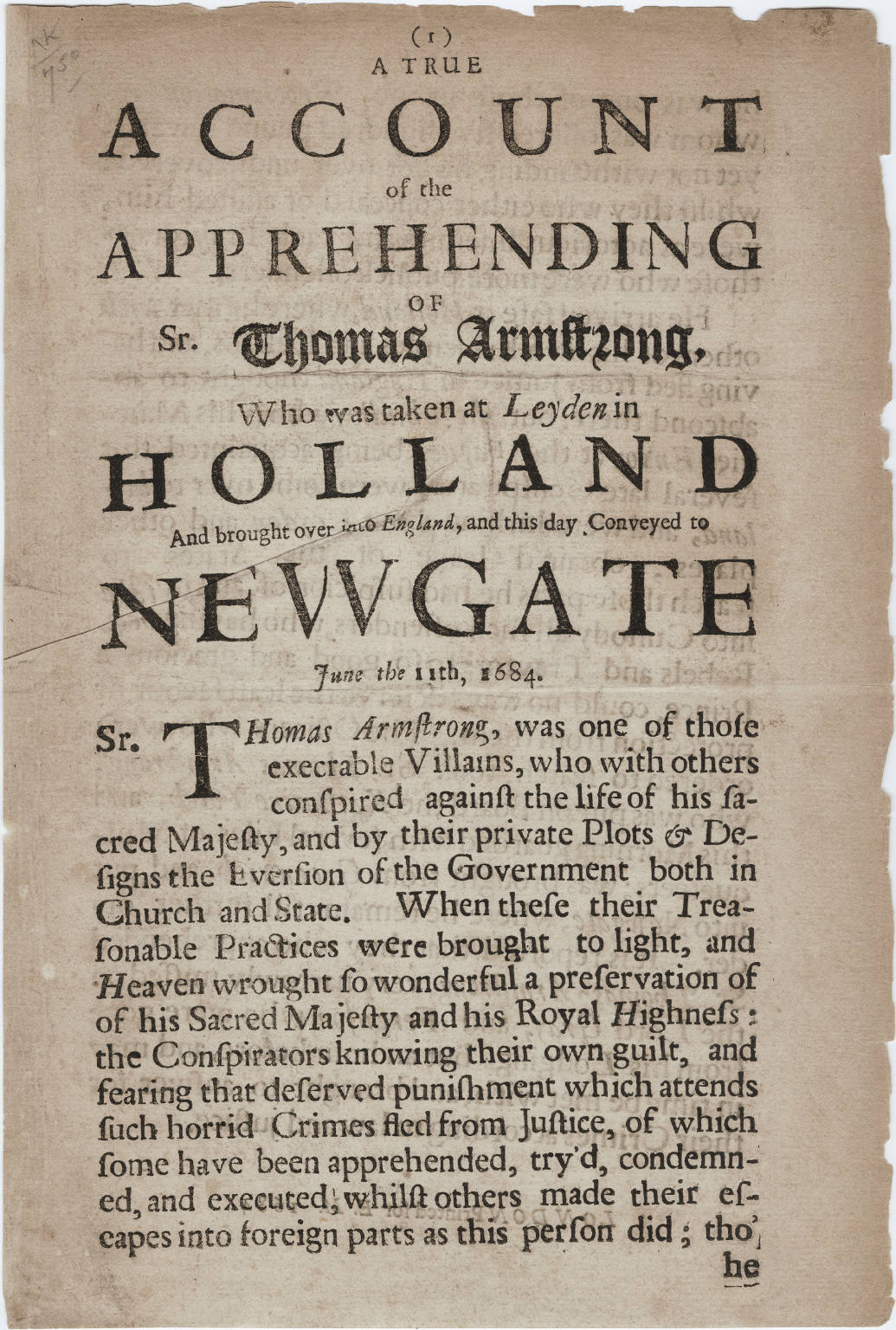
A True Account of the Apprehending of Sir Thomas Armstrong, gedruckt in London, 1684

Sir Thomas Armstrong (* um 1633 in Nijmegen; † 20. Juni 1684 in London) war ein englischer Offizier und Politiker.

## Leben
Thomas Armstrong entstammte dem Adelsgeschlecht Armstrong und war ein Sohn des Colonel Sir Thomas Armstrong († November 1662) aus dessen Ehe mit Anna Anderson. Sein Vater kämpfte im Dreißigjährigen Krieg in den Niederlanden und als Royalist im Englischen Bürgerkrieg und wurde zweimal im Tower of London durch Oliver Cromwell während des Commonwealth inhaftiert.
Er selbst war Offizier der englischen Armee und stieg bis in den Rang eines Lieutenant Colonel auf. Während der Irischen Konföderationskriege diente er in Irland und wurde dort Ende 1643 vom Earl of Ormonde zum Knight Bachelor („Sir“) geschlagen.
Während des Interregnums war Armstrong Unterstützer Karl II., beteiligt an der Verschwörung zur Einnahme von Chester Castle im Jahre 1655, und brachte den Schatz von Aubrey de Vere, 20. Earl of Oxford zu Karl ins Exil. Er war womöglich für ein Jahr nach seiner Rückkehr eingekerkert. 1657 heiratete er Catherine, Tochter von James Pollexfen und Nichte von Edward Hyde, 1. Earl of Clarendon.
Nach der Restoration war er 1660 Member of Parliament für Leicester und empfing im Februar 1661 eine Kommission in Begleitung der Horse Guards. Im August 1675 tötete Armstrong einen der Söhne einer Hofdame der Königin in einem Londoner Theater. Armstrong wurde unter dem Gesichtspunkt begnadigt, dass sein Widersacher zuerst gezogen hatte.
Armstrong diente mit James Scott, 1. Duke of Monmouth in Frankreich seit 1672, kämpfte bei der Belagerung von Maastricht (1673) und 1678 an der Seite der Niederländer. Er wurde in der Schlacht bei Saint Denis verwundet. 1679 half er den Covenator-Aufstand zu unterdrücken und focht in der Schlacht bei Bothwell Bridge.
Monmouths Einfluss sicherte ihm den Status als Member of Parliament für Stafford im März 1679 für das First Exclusion Parliament. Nach der Rye-House-Verschwörung 1683 wurde er des Hochverrats angeklagt. Er floh von Kleve nach Rotterdam, wurde aber in Leiden gefangen genommen, von Richter George Jeffreys zum Tode durch Hängen, Ausweiden und Vierteilen verurteilt und am 20. Juni 1684 hingerichtet. Sein Kopf wurde auf Westminster Hall gespießt, drei seiner Körperteile wurden in London, ein vierter in Stafford ausgestellt. Er wurde später unter Wilhelm III. in vollen Ehren rehabilitiert.
Aus seiner Ehe mit Catherine Pollexfen hinterließ er drei Töchter.